# サンキュー (デュラン・デュランのアルバム)
| 専門評論家によるレビュー           | 専門評論家によるレビュー |
| レビュー・スコア                   | レビュー・スコア         |
| 出典                               | 評価                     |
| ---------------------------------- | ------------------------ |
| AllMusic                           | [ 1 ]                    |
| Encyclopedia of Popular Music      | [ 2 ]                    |
| エンターテインメント・ウィークリー | C                        |
| NME                                | 48/10                    |
| ローリング・ストーン               | [ 5 ]                    |
| The Rolling Stone Album Guide      | [ 6 ]                    |
| Select                             | [ 7 ]                    |
| スピン                             | 2/10                     |

『サンキュー』(Thank You) は、1993年発表の前作『デュラン・デュラン』（通称「ウェディング・アルバム」）に続く作品として、1995年4月にリリースされたデュラン・デュランによるカバー・アルバム。チャートでは好成績を残し、Billboard 200 では19位、全英アルバムチャートでは12位まで上昇したが音楽評論家たちからは酷評された。
このアルバムには、「史上最低の音楽 (worst music releases of all time)」だという酷評が集まっている。『Q』誌の編集部は、2006年に作成した「史上最低のアルバム50枚！ (The 50 Worst Albums Ever!)」のリストの首位にこのアルバムを挙げた。2014年、『アイリッシュ・タイムズ』紙のブライアン・ボイド (Brian Boyd) は、「「録音された音楽の歴史上、まさしく最低の1枚」として間違いなく知られる (accurately known as 'the single worst album in the history of recorded music')」としてこのアルバムに言及した。
タイトル曲であるレッド・ツェッペリンの曲「サンキュー (Thank You) は、1994年の映画『きっと忘れない』のサウンドトラック盤に5分06秒の短いバージョンで収録されたのが初出である。さらに短い4分12秒のバージョンを収録した、レッド・ツェッペリンへのトリビュート・アルバム『Encomium: A Tribute to Led Zeppelin』がリリースされたのは、フル・バージョンがこのアルバムに収録されるひと月前のことであった。

## 評価
このアルバムからのシングルは、グランドマスター・メリー・メルの「ホワイト・ラインズ (White Lines (Don't Don't Do It))」と、ルー・リードの「パーフェクト・デイ (Perfect Day)」であった。イタリアやスペインでは、「レイ・レディ・レイ (Lay Lady Lay)」もシングル化された。
『ローリング・ストーン』誌のJ・D・コンシディンは、「ここで演奏されるアイデアのいくつかは、驚くほど間違った考えによったもので、エルヴィス・コステロの「ウォッチング・ザ・ディテクティヴス (Watching the Detectives)」がイージーリスニング風に編曲されていたり、レッド・ツェッペリンの「サンキュー」がクリス・デ・バーのカバーのように演奏されている。しかし、イギー・ポップの「サクセス (Success)」をゲイリー・グリッターの曲のように仕立てたり、「911イズ・ア・ジョーク (911 Is a Joke)」をパブリック・エナミーというよりベックのように聞かせるというのは、ある種の呆けた天才がなければできないことだ」と述べている。
アルバム『サンキュー』からの最初のシングル「パーフェクト・デイ」は、そこそこのヒットとなり、全英シングル・チャートで28位まで上昇した。アメリカ合衆国では、Billboard Hot 100 にはわずかに届かず、1995年6月24日付101位が最高だった。そのB面に収録されたヴェルヴェット・アンダーグラウンドの「ファム・ファタル（宿命の女） (Femme Fatale)」は、1993年のアルバム『デュラン・デュラン』（ウェディング・アルバム）にも収録されていた。
ルー・リードは、デュラン・デュランのバージョンの「パーフェクト・デイ」について、このアルバムに付録として付けられたエレクトロ・プレス・キット (EPK) で、「自分の曲としては最高のカバーだ (The best cover ever completed of one of my own songs)」と述べている。

## トラックリスト
| #   | タイトル                                                                         | 作詞 | 作曲・編曲 | オリジナル・アーティスト        | 時間 |
| --- | -------------------------------------------------------------------------------- | ---- | ---------- | ------------------------------- | ---- |
| 1.  | 「ホワイト・ラインズ (White Lines)」                                             |      |            | グランドマスター・メリー・メル  | 5:31 |
| 2.  | 「アイ・ワナ・テイク・ユー・ハイヤー (I Wanna Take You Higher)」                 |      |            | スライ&ザ・ファミリー・ストーン | 5:06 |
| 3.  | 「パーフェクト・デイ (Perfect Day」                                              |      |            | ルー・リード                    | 3:51 |
| 4.  | 「ウォッチング・ザ・ディテクティヴス (Watching the Detectives」                  |      |            | エルヴィス・コステロ            | 4:48 |
| 5.  | 「レイ・レディ・レイ (Lay Lady Lay）」                                           |      |            | ボブ・ディラン                  | 3:53 |
| 6.  | 「911イズ・ア・ジョーク (911 Is a Joke)」                                        |      |            | パブリック・エナミー            | 3:59 |
| 7.  | 「サクセス (Success)」                                                           |      |            | イギー・ポップ                  | 4:05 |
| 8.  | 「水晶の舟 (Crystal Ship）」                                                     |      |            | ドアーズ                        | 2:52 |
| 9.  | 「ボール・オブ・コンフュージョン (Ball of Confusion)」                           |      |            | テンプテーションズ              | 3:46 |
| 10. | 「サンキュー (Thank You)」                                                       |      |            | レッド・ツェッペリン            | 6:36 |
| 11. | 「ドライヴ・バイ (Drive By)」                                                    |      |            | デュラン・デュラン              | 5:34 |
| 12. | 「アイ・ワナ・テイク・ユー・ハイヤー・アゲイン (I Wanna Take You Higher Again)」 |      |            | スライ&ザ・ファミリー・ストーン | 4:25 |

| #   | タイトル                                        | 作詞 | 作曲・編曲 | オリジナル・アーティスト                  | 時間 |
| --- | ----------------------------------------------- | ---- | ---------- | ----------------------------------------- | ---- |
| 13. | 「ダイアモンドの犬 (Diamond Dogs)」             |      |            | デヴィッド・ボウイ                        | 6:10 |
| 14. | 「ファム・ファタル（宿命の女） (Femme Fatale)」 |      |            | ヴェルヴェット・アンダーグラウンド & ニコ | 4:22 |

| #  | タイトル                                          | 作詞 | 作曲・編曲 | オリジナル・アーティスト | 時間 |
| -- | ------------------------------------------------- | ---- | ---------- | ------------------------ | ---- |
| 1. | 「ダメージ・ダン (The Needle & the Damage Done)」 |      |            | ニール・ヤング           | 2:06 |